# جزيرة بوتري غوندول
جزيرة بوتري غوندول وهي جزيرة من جزر إندونيسيا، وتقع في إقليم جاكارتا، في بولاو سيريبو ضمن شمال الجزر الألف.